# Cerro Jaua
Cerro Jaua (también escrito Cerro Jáua) es un tepui que se eleva hasta los 2.395 metros sobre el nivel del mar. Se encuentra ubicado en el suroeste del estado de Bolívar en el país suramericano de Venezuela. Se encuentra ubicado en el sur del Parque nacional Jaua-Sarisariñama, cerca de los límites con el estado Amazonas y la frontera con Brasil.